# Лисенко Тетяна Іванівна
Тетя́на Іва́нівна Ли́сенко (уродж. Дружиніна) (нар. 28 березня 1961, м. Серафімович Волгоградської обл.) — учитель інформатики, автор підручників та посібників з інформатики для загальноосвітніх шкіл, переможець Всеукраїнського конкурсу «Учитель року — 2002» у номінації «Інформатика», заслужений вчитель України (2002).

## Життєпис
Народилася 28 березня 1961 року в місті Серафімович Волгоградської області в родині вчителів.
Закінчила СШ № 28 м. Полтави (1978), фізико-математичний факультет Полтавського державного педагогічного інституту ім. В. Г. Короленка за спеціальністю «Математика» (1982).
Працювала вчителем математики СШ № 28 м. Полтави (1982—1983), СШ № 18 м. Кременчука (1983—1984), інструктором та секретарем Автозаводського райкому комсомолу (1984—1989), учителем математики та інформатики Кременчуцької ЗОШ № 1 (1989—1994), керівником гуртка інформатики Будинку дитячої та юнацької творчості (1994—2000). З 2000 року працює викладачем інформатики Кременчуцького педагогічного училища (тепер коледж) ім. А. С. Макаренка та вчителем інформатики ліцею «Політ».

## Професійна діяльність та досягнення
Лисенко Т. І. є керівником обласної школи олімпійського резерву з інформатики. Серед її вихованців — переможці обласного та призери IV етапу Всеукраїнської олімпіади з інформатики, переможці обласних та Всеукраїнських конкурсів МАН. У 2011 році команда учнів ліцею при педагогічному училищі під керівництвом Лисенко Т. І. виборола перше місце у Всеукраїнській олімпіаді з робототехніки та стала дев'ятою на Всесвітній олімпіаді з робототехніки (WRO-2011) в Абу-Дабі (ОАЕ).
Бере активну участь у роботі різноманітних семінарів, пропагує свої педагогічні ідеї. Виступила з доповіддю на засіданні Президії Національної академії педагогічних наук України з нагоди 25-річчя введення інформатики як шкільного предмету, на Міжнародній науково-практичній конференції з питань інновації в освіті в Запоріжжі, брала участь у Всеукраїнських семінарах з робототехніки. Підготувала авторську програму з факультативного курсу «Математична логіка» та курсу «Технології», розробила електронні підручники з цих курсів. У співавторстві підготувала підручники з інформатики для 9, 10, 11-х класів, які стали переможцями у Всеукраїнських конкурсах, отримали гриф Міністерства і за державний кошт були поставлені в загальноосвітні навчальні заклади всіх регіонів України. Автор науково-педагогічних праць, зокрема: «Проблеми викладання програмування при роботі з обдарованими підлітками» (2001), «Організація роботи з обдарованими підлітками» (2001), «Структура електронного посібника» (2003), «Використання комп'ютерів на уроках алгебри і початків аналізу» (2004), «Урок інформатики — це мистецтво» (2005) та інших.
Лисенко Т. І. є переможцем Всеукраїнського конкурсу «Учитель року — 2002» у номінації «Інформатика», призером Всеукраїнського конкурсу «Учитель-новатор», що проводиться компанією Microsoft.

## Нагороди та відзнаки
- Звання «Заслужений вчитель України» (2002)
- Нагрудний знак «Василь Сухомлинський» (2006)
- Нагрудний знак «Відмінник освіти України»